# Hôtel de Thévalle
L'Hôtel de Thévalle est un hôtel particulier situé à Angers, en Maine-et-Loire.